# Die Stadt der Blinden (Film)
Die Stadt der Blinden (Originaltitel: Blindness) ist ein brasilianisch-kanadisch-japanisches Endzeit-Drama aus dem Jahr 2008. Regie führte Fernando Meirelles, das Drehbuch schrieb Don McKellar, basierend auf dem gleichnamigen Roman von José Saramago aus dem Jahr 1995.

## Handlung
In einer nicht genannten Stadt erblinden Menschen urplötzlich und ohne äußere Anzeichen einer Erkrankung. Aus Angst vor einer Epidemie lässt die Regierung die Infizierten in einer leerstehenden psychiatrischen Anstalt unterbringen und unter strengsten Sicherheitsvorkehrungen bewachen. Wer zu fliehen versucht, wird erschossen. Zu den Betroffenen gehören ein Augenarzt und seine Frau, die unerklärlicherweise gegen die Erkrankung immun zu sein scheint und als einzige ihr Augenlicht behält. Um bei ihrem Mann bleiben zu können, täuscht sie ihre Erblindung vor und wird mit ihm eingewiesen. Schnell nimmt die Anzahl der Internierten bedrohliche Ausmaße an, die Versorgungslage wird kritisch, und die hygienischen Zustände verschlechtern sich auf katastrophale Weise. Bald sind erste Tote zu beklagen, Hunger und Krankheiten machen sich breit.
Als eine einzelne Gruppe sich der zugeteilten Nahrungsrationen bemächtigt und damit die Macht über die Anstalt an sich reißt, brechen die letzten Bastionen der Zivilisation zusammen. Die Frauen müssen sich den neuen Machthabern prostituieren, damit die Insassen nicht verhungern. Als die Frau des Arztes den Anführer der Unterdrücker tötet, bricht der Krieg zwischen den Gruppen aus. Eine Frau legt  Feuer im Raum der Vergewaltiger, die daran verbrennen. Die Anstalt fängt Feuer und brennt vollständig nieder. Bei der Flucht in den Innenhof zeigt sich, dass längst kein Wachpersonal mehr da ist, und die Blinden machen sich auf den Weg in die Stadt.
Angeführt von der einzig Sehenden durchstreifen sie einen Ort des Elends. Offensichtlich sind alle Menschen erblindet, und in der Stadt herrschen barbarische Zustände. Als die Frau des Arztes im Keller eines Supermarktes verborgene Lebensmittel findet, wird sie fast Opfer eines Übergriffs halb verhungerter Blinder. Die verbliebene Gruppe unter ihrer Führung macht sich auf den Weg zum Haus des Arztes, um dort ein neues Leben zu beginnen. Am Ende des Films erholt sich der Indexpatient (Patient Zero), also der zuerst Erblindete: Er kann plötzlich wieder sehen, was die Hoffnung aufkommen lässt, dass die anderen in den nächsten Tagen und Wochen auch wieder sehen werden können.

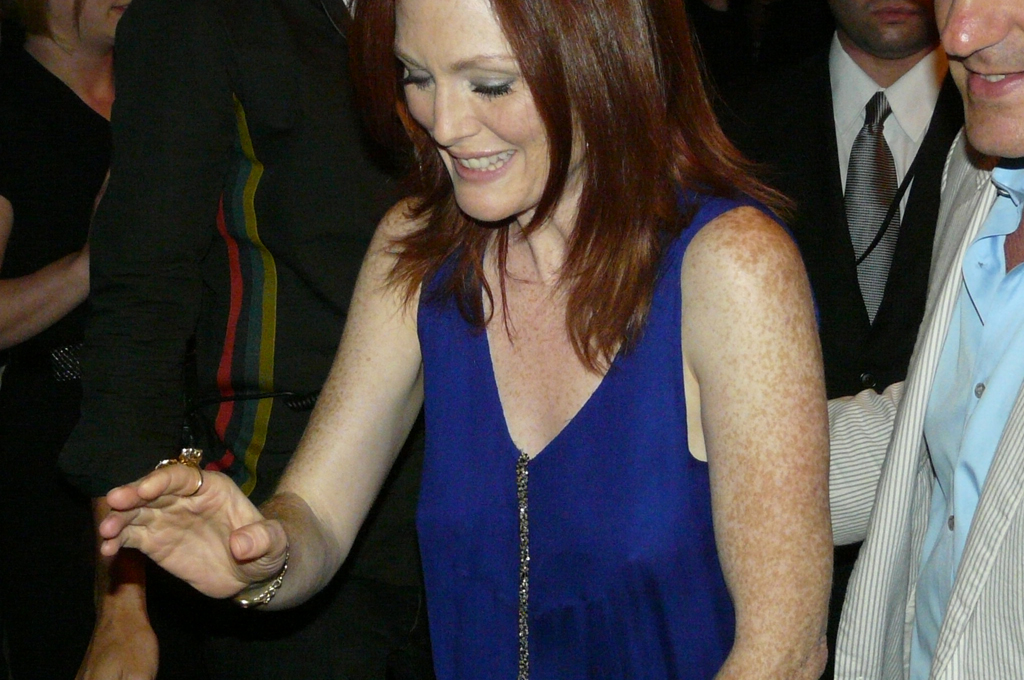
Julianne Moore bei der Film-Premiere beim Toronto International Film Festival

## Unterschiede zur Romanvorlage
Regisseur Meirelles beteuert im Kommentar der DVD, er habe Die Stadt der Blinden mit José Saramago als Publikum vor Augen geschaffen; somit hielt er sich nahe an dessen Buchvorlage. Dennoch lassen sich (vor allem ab dem Moment, in dem die Internierten aus der Nervenheilanstalt entkommen) einige Abweichungen ausmachen.

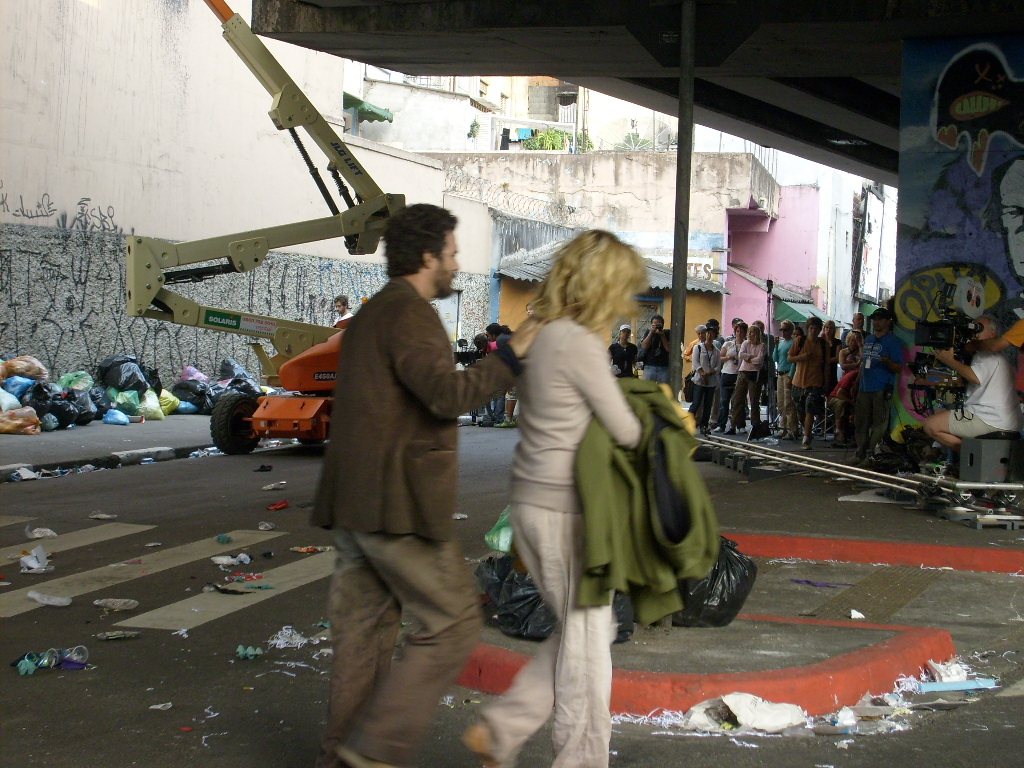
Die beiden Hauptdarsteller bei den Dreharbeiten

### Im Buch, aber nicht im Film
- Unter Quarantäne gestellt werden nicht nur Erblindete, sondern auch noch Sehende, die mit ihnen in Kontakt standen. Sie werden nach und nach ebenfalls blind.
- Einige Ereignisse (mehr als im Film) werden aus der Sicht der Armee und der Regierung geschildert.
- Die Frau, die das Feuer in der Nervenheilanstalt legt, verbrennt dort auch.
- Nach ihrer Flucht aus der Quarantäne begegnet die Gruppe rund um den Arzt und seine Frau einer anderen Gruppe, mit der sie ein längeres Gespräch führen.
- Bevor sie gemeinsam in das Haus des Arztes ziehen, verbringen sie einige Zeit im Haus der Frau mit der Sonnenbrille.
- Um ihre Gruppe in der Stadt nicht zu verlieren, bindet die Frau des Arztes deren Mitglieder mit einem Seil zusammen.
- Im Buch wird klargestellt, dass die Tiere alle noch sehen können; im Film bleibt dies offen – es wirkt so, als sei der zugelaufene Hund auch blind, da er im Haus Gegenstände umstößt.
- Die Frau des Doktors unternimmt von ihrem Haus aus noch weitere Expeditionen; eine führt zum Haus des ersten Blinden, wo sie auf einen Schriftsteller treffen, der alles niederschrieb, was ihm widerfuhr, eine andere unter anderem zur Arztpraxis ihres Mannes.

### Im Film, aber nicht im Roman
- Die Sprechstundenhilfe des Augenarztes spielt ebenfalls eine größere Rolle.
- Als die Frau des Arztes in der Stadt auf Nahrungssuche geht, begleitet ihr Mann sie. In der versteckten Vorratskammer eines Supermarkts wird sie fündig (auch im Buch), dann aber von den Ausgehungerten um sie herum angegriffen. Erst ihr Mann kann sie aus deren Umklammerung retten.
- Hin und wieder spricht die Stimme des alten Mannes mit der Augenklappe aus dem Off. Im Buch ist der Erzähler stets auktorial.
- Die Frau des ersten Blinden verliert sich in Depressionen und wimmelt ihren Mann ab; erst später findet sie wieder zu ihrer Fröhlichkeit zurück.
- Der Regen lockt die Menschen in Scharen nach draußen, wo sie sich provisorisch duschen. Im Roman kommen zu diesem Zeitpunkt nur drei der Damen auf die Idee (die Frau des Arztes, die Frau mit der dunklen Brille und die Frau des ersten Blinden), den Regen zur Körperpflege zu nutzen.
- Im Film erlangt nur der erste Blinde sein Augenlicht zurück; im Buch erfahren wir noch, dass auch das Mädchen mit der Sonnenbrille und der Arzt plötzlich geheilt sind, sodass die Heilung aller Menschen offensichtlicher dargestellt wird.

## Kritiken
In der Märkischen Allgemeinen Zeitung schreibt Frank Dietschreit am 23. Oktober 2008, der Film gehe „an die Grenze des Sag- und Vorzeigbaren, aber zum Glück nicht darüber hinaus“. Auch zum Schluss keime „ein bisschen Hoffnung. Vielleicht überleben wir ja unseren eigenen Untergang.“
Justin Chang schrieb in der Zeitschrift Variety vom 15. Mai 2008, die Darstellung von Julianne Moore sei stark, der Film erreiche jedoch nicht die Kraft, die „tragische Reichweite“ sowie die menschliche Wirkung der Romanvorlage. Der übertrieben ausgestattete, aber untermotivierte (both overdressed and undermotivated) Film beweise, dass der Romanautor mit seinen Vorbehalten gegenüber der Verfilmung „traurigerweise“ richtig gelegen habe.
Verena Lueken schrieb in der Frankfurter Allgemeinen Zeitung vom 14. Mai 2008, der Regisseur habe sich nicht „an den Rand des Zeigbaren“ gewagt, „an den er hätte gehen müssen, wenn er Saramago wirklich gefolgt wäre“. Während der Roman eine „Schreckensvision“ vermittle, mache der Film „nur“ ein „Lehrstück“ daraus. Es habe jedoch „einen gewissen Charme“, ein Filmfestival „mit einem Film übers Blindsein und Wieder-Sehen-Lernen“ zu eröffnen.
Susan Vahabzadeh schrieb in der Süddeutschen Zeitung vom 14. Mai 2008, der Regisseur habe ein Tempo der Handlung gewählt, welches „vieles verschleudert“, was ein „enttäuschender Auftakt“ sei. Dadurch lege „der Film selbst die Fühllosigkeit an den Tag“, die er selbst geißele. Unpassend sei zum Beispiel die in einer Vergewaltigungsszene verwendete Musik. Der Film beginne „mit Triumphgeheul“ und gehe später „leise unter“ – die Reaktion des Publikums der Weltpremiere sei „verhalten“ gewesen. Allerdings war sie begeistert von der Hauptdarstellerin: „Julianne Moore spielt das großartig, als ob es ihr zufiele, vielleicht weil in ihrem Gesicht von vornherein Sanftheit und Härte zusammenfinden.“
Die Deutsche Film- und Medienbewertung FBW in Wiesbaden verlieh dem Film das Prädikat besonders wertvoll.

## Hintergründe
Saramago lehnte eine längere Zeit die Verfilmung seines Romans ab. Die US-amerikanischen Blindenselbsthilfeorganisationen National Federation of the Blind (NFB) und American Council of the Blind (ACB) haben zum Start des Films in den USA zu Protestaktionen aufgerufen, da die Verfilmung aus ihrer Sicht Stereotype über blinde Menschen verbreite und so die Stigmatisierung dieser Personengruppe verstärke.
Der Film wurde in Toronto, in Guelph (Ontario), in Montevideo und in São Paulo gedreht. Seine Produktionskosten betrugen schätzungsweise 25 Millionen US-Dollar.
Die Weltpremiere am 14. Mai 2008 eröffnete die Internationalen Filmfestspiele von Cannes 2008. Die Teilnahme am Wettbewerb um die Goldene Palme blieb erfolglos. Am 6. September 2008 wurde der Film auf dem Toronto International Film Festival gezeigt. Der Start in den USA war am 3. Oktober 2008, der deutsche Kinostart am 23. Oktober 2008.